# Porotrichum ramulosum
Porotrichum ramulosum là một loài Rêu trong họ Neckeraceae. Loài này được (Mitt.) Mitt. miêu tả khoa học đầu tiên năm 1886.